# Ligne de tramway 13 (SNCV Groupe du Littoral)
La ligne 13 est une ancienne ligne du tramway de Knokke de la Société nationale des chemins de fer vicinaux (SNCV).

## Histoire
1er juillet 1928 : mise en service entre la gare de Knokke et Oosthoek Siska, nouvelle section Knokke Le Zout - Oosthoek Siska (capital 37).
19 juillet 1929 : prolongement de Knokke Oosthoek Siska à Retranchement

30 juin 1951 : suppression et remplacement par une ligne d'autobus sous le même indice.

## Exploitation

### Horaires
Tableaux : 350 (1933), n° de tableau partagé avec la ligne 1 Ostende - Knokke.